# Сівір'є
Сівір'є (фр. Siviriez) — громада  в Швейцарії в кантоні Фрібур, округ Глан.

## Географія
Громада розташована на відстані близько 55 км на південний захід від Берна, 27 км на південний захід від Фрібура.
Сівір'є має площу 20,3 км², з яких на 8% дозволяється будівництво (житлове та будівництво доріг), 74,3% використовуються в сільськогосподарських цілях, 17,3% зайнято лісами, 0,4% не є продуктивними (річки, льодовики або гори).

## Демографія
2019 року в громаді мешкало 2281 особа (+9,9% порівняно з 2010 роком), іноземців було 15,1%. Густота населення становила 112 осіб/км².
За віковим діапазоном населення розподілялося таким чином: 23,5% — особи молодші 20 років, 62,2% — особи у віці 20—64 років, 14,3% — особи у віці 65 років та старші. Було 906 помешкань (у середньому 2,5 особи в помешканні).
Із загальної кількості 608 працюючих 170 було зайнятих в первинному секторі, 166 — в обробній промисловості, 272 — в галузі послуг.